# Le Capitole (train)
Pour les articles homonymes, voir Capitole (homonymie).
 (janvier 2023).
Si vous disposez d'ouvrages ou d'articles de référence ou si vous connaissez des sites web de qualité traitant du thème abordé ici, merci de compléter l'article en donnant les références utiles à sa vérifiabilité et en les liant à la section « Notes et références ».
Le Capitole était un train reliant Paris-Austerlitz à Toulouse par la ligne des Aubrais - Orléans à Montauban-Ville-Bourbon qui circula de 1960 jusqu'au début des années 1990. Première relation ferroviaire régulière à 200 km/h en France, il est longtemps resté l'un des fleurons du rail français, au même titre que le Mistral. Il entra dans le groupement TEE en 1970 et en sortit en 1984 avant de finir sa carrière de manière plus confidentielle.

## Parcours et arrêts
- 15 novembre 1960 Paris, Limoges, Brive, Cahors, Montauban, Toulouse (712, 3 km)[1].
- 27 septembre 1970 Celui-ci rentre dans la catégorie des TEE, les 1029-1030 puis 75-74 ne circulent pas les dimanches et fêtes[2].
- 29 septembre 1974 Comme les deux autres TEE du Réseau Sud-Ouest L'Aquitaine ainsi que L’Étendard, les rames de celui-ci sont inversées avec le fourgon générateur placé en tête au départ de Paris-Austerlitz afin de remplacer celui-ci en cas de défaillance comme en queue pour celui de Toulouse-Matabiau[3].
- 28 septembre 1975 Arrêt supplémentaire à Châteauroux pour le Capitole du matin, sens impair seulement (TEE 75) à partir du lendemain[2].
- 1er juin 1980 En haute saison d'été, le TEE 77 ne circule plus les dimanches ainsi que les jours de fêtes et le TEE 76 les samedis[2].
- 23 mai 1982 TEE 75-76 supprimés. Le TEE 77 ne circule pas les samedis et le TEE 74 les dimanches ainsi que les jours de fêtes[2].
- 30 septembre 1984 TEE 77-74 supprimés[2].

## Numérotations
- 15 novembre 1960 Trains numéros 1009 tri-hebdomadaire les mardis, jeudis et samedis puis 1010 les lundis, mercredis et vendredis[2].
- 27 septembre 1970 TEE 1029-1030 "Capitole du matin"[2]. TEE 1009-1010 "Capitole du soir"[2]. TEE 10077 supplémentaire des vendredis soirs avec les veilles de ponts et 10076 des dimanches soirs ainsi que des jours fériés également en avance de dix minutes sur les numéros nocturnes cités ci-après[2].
- 23 mai 1971 TEE 75-74 "Capitole du matin"[2]. TEE 77-76 "Capitole du soir"[2].

## Matériel
- 27 septembre 1970 Voitures TEE SNCF, type Grand Confort, 2 jeux (chacun assure une circulation du Capitole du matin et du Capitole du soir) comprenant : 1 A4D, 2 A8tu, 5 A8u, 1 A3rtu, 1 Vru[2].
- 23 mai 1982 Voitures TEE SNCF, type Grand Confort, 1 jeu comprenant : 1 A4D, 2 A8tu, 5 A8u, 1 A3rtu, 1 Vru, complété de 1 A8u les vendredis et retour les samedis, et en hiver augmenté de 2 A8tu ces mêmes jours[2].

Restauration assurée par la CIWL.

## Histoire
Le 15 novembre 1960, la SNCF met en circulation pour la première fois un train baptisé le Capitole entre Paris et Toulouse. Nommé en référence au célèbre édifice toulousain, le train circule en fin de soirée trois fois par semaine (sauf les samedis et dimanches) et vise avant tout la clientèle d'affaires. Il effectue les 712,3 km du parcours de Paris-Austerlitz à Toulouse-Matabiau en sept heures avec quatre arrêts intermédiaires à Limoges, Brive-la-Gaillarde, Cahors et Montauban.
Au début, le Capitole n'est composé que de quatre ou cinq voitures de 1re classe DEV Inox, une voiture restaurant de la CIWL et un fourgon. La baisse d'activité pendant l'été conduit même la SNCF à interrompre sa circulation en juillet et août 1961. Cependant, le service gagne progressivement en popularité, surtout en fin de semaine, et un deuxième service du soir est mis en place les vendredis, d'abord entre Paris et Limoges puis jusqu'à Brive-la-Gaillarde. En 1962, le temps de parcours est abaissé à 6 h 45.

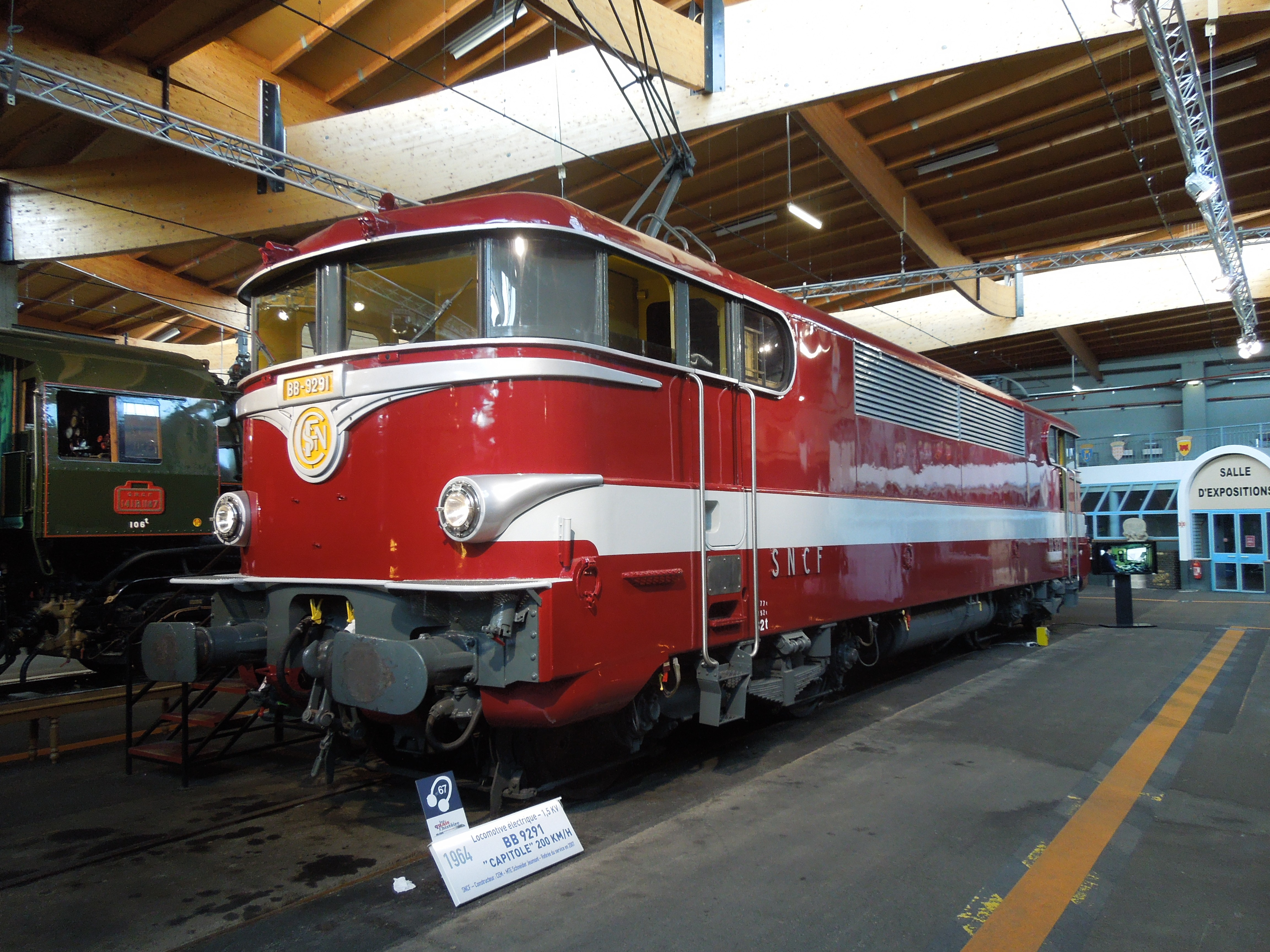
Une BB 9200 ayant assuré la traction du Capitole à 200 km/h.

Le 28 mai 1967, le Capitole est le premier train en France à rouler à 200 km/h en service commercial. Deux, puis quatre et enfin six locomotives BB 9200 (parfois désignées sous l’appellation BB 9200 Capitole), sont dotées d'améliorations spécifiques pour la marche à grande vitesse et arborent une livrée spécifique rouge à bande gris dauphin ainsi que des plaques émaillées « CAPITOLE » à leurs extrémités. Parallèlement, une série spécifique de voitures UIC-Y dotées du frein électromagnétique les rendant aptes à la grande vitesse, toutes de première classe et avec la même livrée rouge et grise, remplace les traditionnelles voitures DEV ; une nouvelle voiture-restaurant est également introduite. L'ensemble circule à 200 km/h entre Fleury-les-Aubrais et Vierzon et à vitesse plus réduite sur le tronçon Limoges - Caussade où la vitesse limite est normalement de 120 km/h. La durée du trajet est ainsi abaissée à 6 h exactement, avec départ peu avant 18 h et arrivée au terminus quelques minutes avant minuit, ce qui s'avère plus rapide que l'Intercités actuel qui met 6 h 30 pour faire le même trajet mais avec davantage d'arrêts et une charge plus élevée.
Le succès commercial est immédiat et le 29 septembre 1968 la SNCF met en service un Capitole du matin en complément de celui du soir. Partant peu après 7 h 30 et arrivant vers 13 h 30, il permet à la clientèle un après-midi entier de travail sur le lieu de destination. Face à la demande sans cesse croissante, le Capitole doit souvent être allongé par d'autres voitures en livrée rouge aptes à 200 km/h et se voit même fréquemment doublé lors des ponts et grands départs. Malgré leur puissance, les BB 9200 atteignent leurs limites dans ces conditions.

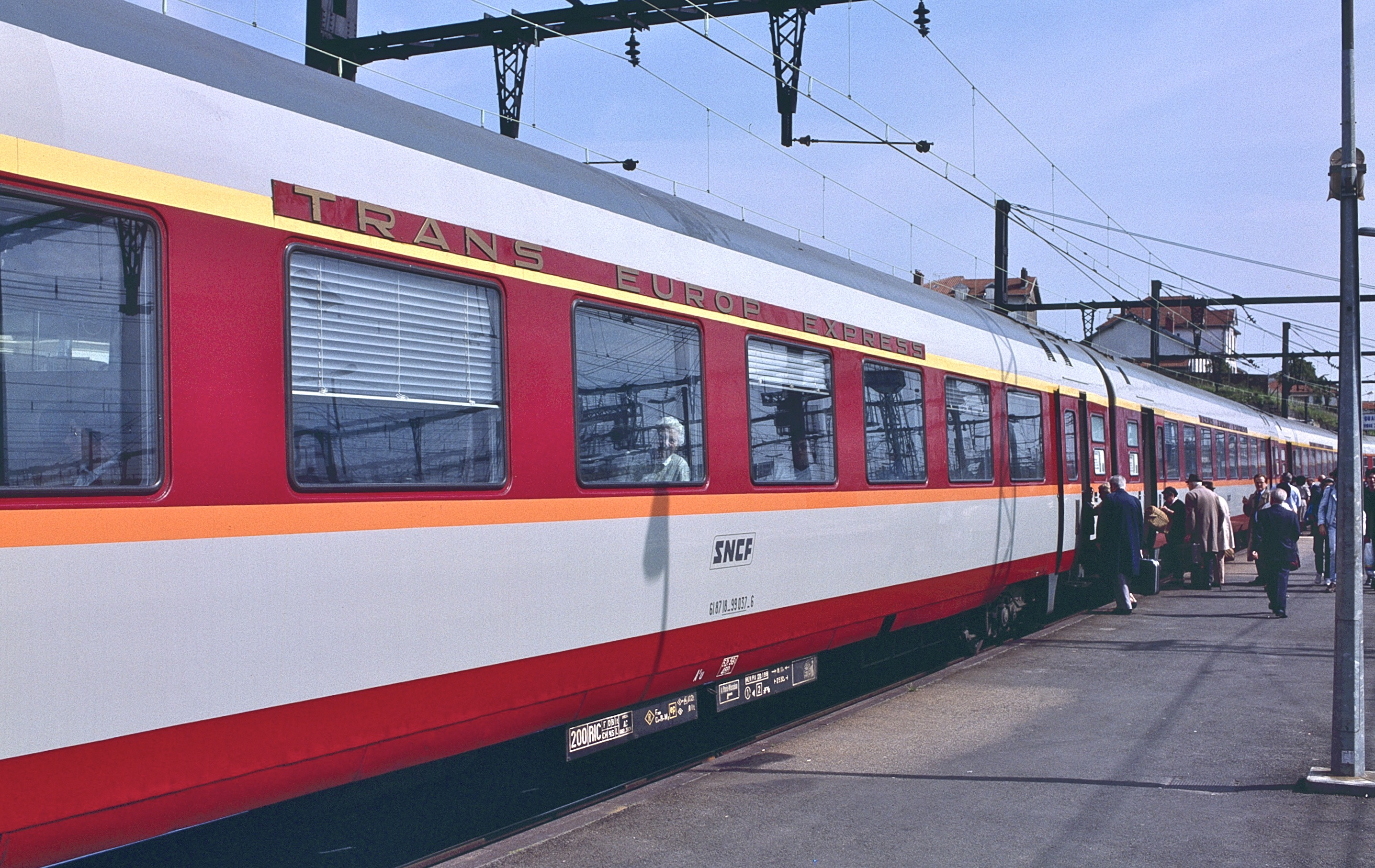
Train rapide le Capitole du matin, avec voitures Grand Confort, à la gare de Limoges-Bénédictins en 1988.

En 1970 apparaissent les nouvelles locomotives CC 6500 plus puissantes, assorties aux voitures Grand Confort. Initialement mises en service sur L'Étendard Paris - Bordeaux, ces voitures climatisées remplacent les UIC sur le Capitole à mesure des livraisons et assurent un service de grande qualité. Le 27 septembre 1970, le Capitole prend d'ailleurs officiellement le label Trans-Europ-Express (TEE). Grâce au passage à 200 km/h d'un tronçon supplémentaire au nord de Fleury-les-Aubrais, la durée du trajet Paris-Toulouse descend à 5 h 56 et celle entre Paris Austerlitz et Limoges à 2 h 50, une performance qui ne sera plus améliorée sur ce trajet. Ainsi, en 2022, il faut 3 h 15 pour relier Limoges à la capitale et 6 h 44 pour le trajet Paris-Toulouse par cet itinéraire.

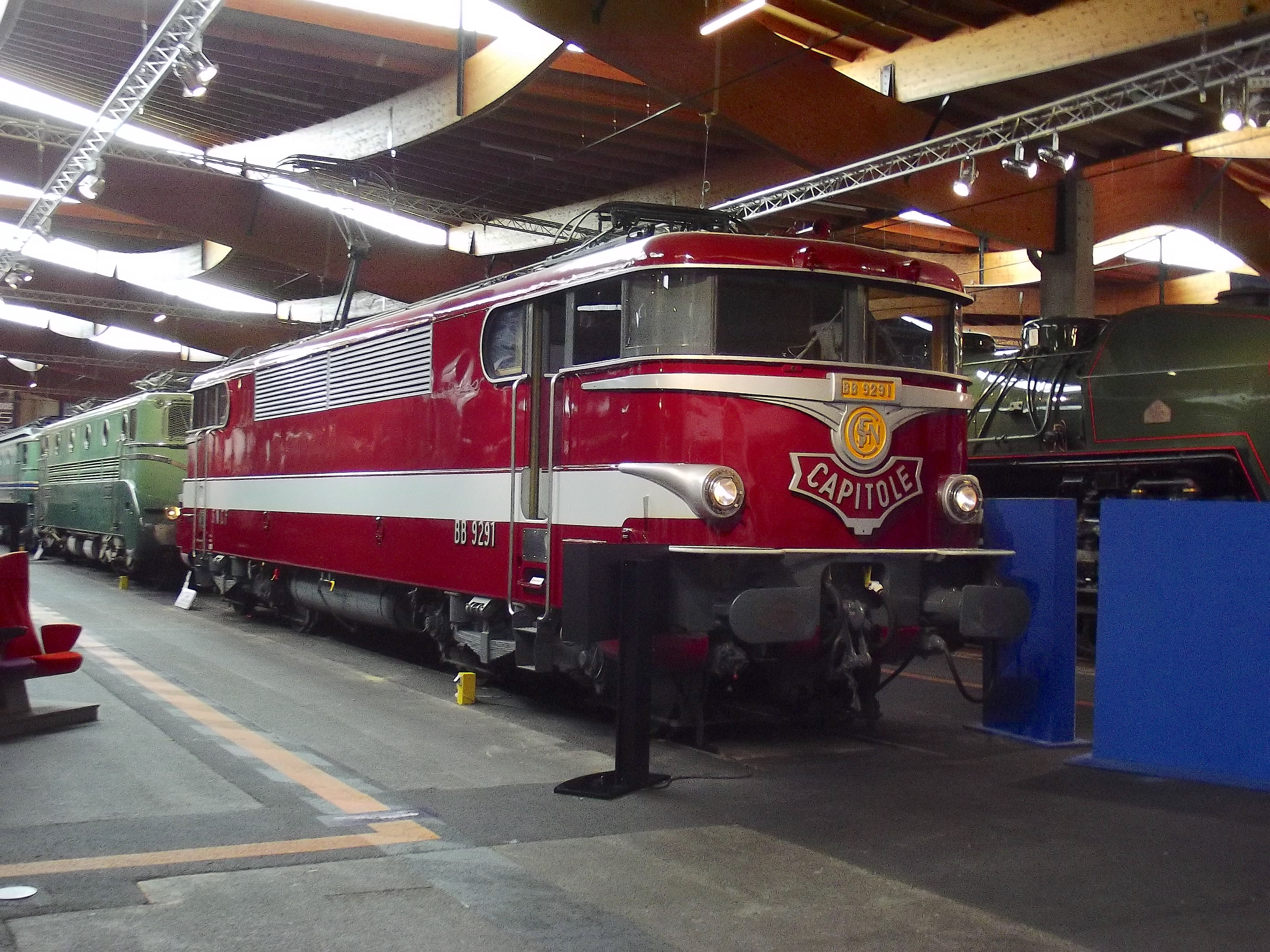
BB 9291 à la Cité du train.

Les Capitole Grand Confort comportent en service de base un jeu de dix voitures. À l'automne 1970, la SNCF ajoute un train supplémentaire régulier les vendredis soir au départ de Paris et les dimanches soir au départ de Toulouse. Le succès aidant, le train passe à onze puis douze voitures en 1974.
En 1980, alors que le déclin des Trans-Europ-Express semble inévitable, la SNCF supprime les trains supplémentaires des vendredis et dimanches. Elle remplace à compter du service d'été 1982 aussi le Capitole du matin au départ de Paris et celui du soir au départ de Toulouse par des trains rapides ouverts aux deux classes (contrairement aux TEE) qui emploient dans un premier temps une rame mixte composée de voitures Grand Confort en 1re classe et de voitures Corail en 2e classe, un an plus tard celui du soir avec celui du matin dans les sens cités en font de même à l'occasion de celui-ci. En 1982, une série de Grand Confort est modifiée pour l'usage de la seconde classe sur ces trains avec mise en service commercial le 26 mai 1983 sur les rapides 75 et 76. 
Cette mesure est étendue à toutes les autres voitures Grand Confort du service Capitole à compter du service d'hiver 1984 sur les rapides 77 et 74. Le service perd alors le label TEE mais les deux liaisons quotidiennes reprennent le nom de Capitole du matin et Capitole du soir. Le train poursuit sa carrière comme rapide jusqu'au 28 septembre 1991 avant de disparaître pour prendre le nom de Turenne pour la paire 75/78 (ex-76) à la mise en service du TGV Atlantique qui permet un trajet en 5 h via Bordeaux, quant à l'A/R 74/75, il sera quant à lui maintenu jusqu'au vendredi 1er décembre 2000 en conservant son appellation. La durée la plus courte du voyage entre Toulouse et Paris est ramenée à 5 h 35 à partir des années 2000, puis à 4 h 30 en 2017 avec la mise en service de la LGV Sud Europe Atlantique.
Toutes les voitures sont remplacées par des voitures Corail en 1996. Depuis 2004, le service est assuré par Téoz et en 2012 la liaison est regroupée dans l'offre Intercités, les trains classiques de la SNCF. Le nom de Capitole n'est donc plus utilisé officiellement. 

### Attentat de 1982
Le 29 mars 1982, le Capitole est l'objet d'un attentat à la bombe revendiqué par le terroriste Carlos qui fait cinq morts et 28 blessés. Le train s'immobilise au PK 378,9 au droit d'un ancien passage à niveau et de l'ancien poste sémaphorique, au lieu-dit Les Coussat sur la commune d'Ambazac.

## Philatélie
La poste a émis un timbre intitulé Capitole issu du bloc feuillet Les légendes du rail sorti en 2001. d'une valeur faciale de 1 F 50 c (0.23€) N° YT 3412.

## Modélisme ferroviaire
En HO, un coffret de la marque Gégé sort en 1968 qui comprend une BB 9200 avec des voitures UIC et chez Jouef dans sa collection Prestige de 1978 à 1983 avec une CC 6500.
La marque ROCO sort celui-ci avec une BB 9200.
En N, chez ARNOLD une BB 9200 sort avec des voitures UIC, puis les voitures grand confort TEE sous deux teintes ainsi que les 1ères et 2nde Classes avec les locomotives CC 6500 sortent chez MINITRIX.
Quelques artisans sortent la plaque frontale de celui-ci.